# Võ Viết Thanh
Võ Viết Thanh (sinh 1943) là Trung tướng Công an nhân dân Việt Nam và chính khách Việt Nam. Ông từng giữ các chức vụ Ủy viên Ban Chấp hành Trung ương Đảng Cộng sản Việt Nam khóa VI, Chủ tịch Ủy ban nhân dân Thành phố Hồ Chí Minh, Thứ trưởng Bộ Nội vụ (Bộ Công an hiện nay).

## Thân thế và khởi đầu sự nghiệp
Ông còn có tên khác là Bảy Thanh, sinh năm 1943, tại xã Lương Phú, huyện Giồng Trôm, tỉnh Bến Tre . Cha mẹ của ông là ông Võ Văn Nhuận và bà Phạm Thị Giang , đều là đảng viên Đảng Cộng sản Đông Dương từ những năm 1930, từng làm việc ở hãng Ba Son, hoạt động trong Công hội Đỏ cùng với Tôn Đức Thắng, Dương Quang Đông, sau năm 1945 hoạt động cho Mặt trận Việt Minh và chính phủ Việt Nam Dân chủ Cộng hòa.
Ông tham gia hoạt động cho Mặt trận Dân tộc Giải phóng miền Nam Việt Nam từ năm 1960. Thời gian đầu, ông hoạt động du kích tại địa phương, từng bị chính quyền Việt Nam Cộng hòa bắt giam từ tháng 12 năm 1960 đến tháng 8 năm 1961. 
Sau khi được tự do, ông tiếp tục hoạt động, phụ trách một xưởng quân giới của Quân Giải phóng miền Nam tại địa phương, có nhiều thành tích trong chiến đấu và trong việc sản xuất, chế tạo vũ khí. Ông được phong tặng danh hiệu Anh hùng lực lượng vũ trang nhân dân ngày 7 tháng 9 năm 1970.
Sau 30 tháng 4 năm 1975, ông chuyển sang công tác đoàn thể, chính quyền, đảm nhiệm chức vụ Phó Bí thư Thành đoàn kiêm Chỉ huy trưởng Lực lượng Thanh niên xung phong Thành phố Hồ Chí Minh.

## Hoạt động trong ngành Công an
Sau giải phóng, ông được bổ nhiệm Phó Giám đốc rồi Giám đốc Công an Thành phố Hồ Chí Minh (1984-1987) với cấp hàm Thiếu tướng. 
Năm 1986, ông được bầu làm Ủy viên Ban chấp hành Trung ương tại Đại hội VI khi mới 43 tuổi. Năm 1987, ông được bổ nhiệm giữ chức vụ Thứ trưởng Bộ Nội vụ (Bộ Công an hiện nay) phụ trách an ninh, năm 1988 ông được thăng cấp bậc hàm Trung tướng

## Công tác chính quyền
Năm 1991, ông trở lại công tác chính quyền tại TP Hồ Chí Minh, lần lượt làm Phó Chủ tịch Ủy ban nhân dân Thành phố Hồ Chí Minh phụ trách quản lý đô thị, Quyền Chủ tịch Ủy ban nhân dân TP Hồ Chí Minh (07/1996-08/1997), Phó Bí thư Thành ủy kiêm Chủ tịch Ủy ban nhân dân TP Hồ Chí Minh (08/1997-17/05/2001).

## Cập nhật

### Vụ thất lạc bản đồ quy hoạch Thủ Thiêm
Năm 2013-2014, ông Võ Viết Thanh từng nói với ông Võ Văn Hoan và những người có trách nhiệm ở thành phố là: "Tại sao lại đập hết nhà người dân như thế này. Sao mà giống một trận ném bom thời chiến tranh, ảnh hưởng tới cả nghìn hộ, trong khi chỉ thu hồi khoảng 20-30 ha. Đó là chưa kể những người dân đã giúp hình thành cuộc sống ở Khu đô thị mới Thủ Thiêm, họ quen với việc giao thương truyền thống, giờ đưa hết lên các tòa nhà cao tầng, thì họ lấy cái gì sống. Ở Thủ Thiêm bây giờ, cứ khoét lõm ra để xây cao tầng, bất kể mật độ dân số là bao nhiêu. Chính quyền Thành phố phát triển là phải vì dân, vì dân thì phải nghĩ xem mật độ dân số có đủ thêm người nữa không. Sinh sản tự nhiên đã quá tải rồi; chưa kể là có những công ty, mà nhất là công ty quốc doanh, họ lắm nhà kho, nhà xưởng, đặt ở toàn những mảnh đất vàng. Đồng tiền đã làm biến dạng hết quy hoạch."
Ngày 06 tháng 5 năm 2018, Võ Viết Thanh đã cung cấp cho báo chí 13 tấm bản đồ gốc trong tập hồ sơ "Đồ án quy hoạch phát triển Khu trung tâm thành phố mới Thủ Thiêm TP.HCM tháng 5-1995" mà ông đã trình cố Thủ tướng Võ Văn Kiệt ký quyết định số 367 ngày 4 tháng 6 năm 1996 khi ông làm Chủ tịch Ủy ban nhân dân Thành phố. Trước đó, ông Võ Văn Hoan và nhiều ban ngành TPHCM, Bộ Xây dựng, Ban Tiếp dân Thanh tra Chính phủ Việt Nam đều khẳng định bản đồ không có hoặc đã thất lạc. Đây là nguồn cơn gây khiếu kiện của gần 100 hộ dân bị giải tỏa khi xây dựng thành phố mới Thủ Thiêm mà họ cho là không nằm trong quy hoạch gốc theo bản đồ quy hoạch Thủ tướng Võ Văn Kiệt phê duyệt năm 1996.

## Quan điểm
- Ngày 7 tháng 5 năm 2018, trong cuộc phỏng vấn với phóng viên Phạm Vũ của Báo Tuổi trẻ, ông cho rằng "cần sửa đổi Luật đất đai, công nhận đầy đủ quyền sở hữu đất đai tư nhân của người dân" để tránh xảy ra khiếu kiện đất đai khi giải tỏa làm các dự án.[6]

## Danh hiệu Tôn vinh
- Huân chương Độc lập [7]
- Anh hùng Lực lượng vũ trang nhân dân (5-9-1970) [8]
- 4 Huân chương Chiến công giải phóng (1 hạng nhất, 1 hạng nhì, 2 hạng ba).[8]